# Veterans Day (album)
Veterans Day – siódmy studyjny album amerykańskiego rapera MC Eihta. Został wydany 28 września, 2004 roku.

## Lista utworów
1. „Vets Day Intro”
2. „Streets Don’t Love U”
3. „It’s Alright”
4. „Pink Is 4 Honeys”
5. „U Know Why” (featuring Tha Chill)
6. „Gangsta Smash”
7. „Wrong Attire”
8. „Living Like G’staz”
9. „Some of These Thugs”
10. „We Heated”
11. „Somebody” (featuring Tha Chill)
12. „We Made It '04" (featuring Tha Chill)
13. „Bac in Town”
14. „Wavin the Pistol”
15. „Get Yo Grind On (Garage Mix)”
16. „Nobody Beat Us”